# 直木賞
直木三十五賞，簡稱直木賞或直木獎，由文藝春秋的創辦人菊池寬為紀念友人直木三十五，於1935年（昭和10年）與芥川獎同時設立的文學獎項，是日本文學界最重要獎項之一。每年頒發兩次。直木賞以已出版作品的通俗小說（Cool Novel）為對象，芥川賞則以典雅小說（Soul Novel）的新人作家為對象。
授獎作品由評審委員會商議決定，得獎作品會刊載於《ALL读物》。該獎原本由文藝春秋社辦理及負責經費，從第六回開始，改由菊池寬另外創立的財團法人日本文學振興會負責審查頒發。曾於二戰末期1945年停辦，直到1949年才重新舉辦。
其審查會與芥川獎一樣都在位於東京築地的著名料亭「新喜樂」中舉辦。直木獎審查會在該店二樓舉辦，芥川獎審查會則在該店一樓舉辦。2020年上半期起，評審委員為淺田次郎、高村薰、伊集院靜、北方謙三、桐野夏生、林真理子、宮部美幸、三浦紫苑、角田光代。審查會後一個月左右，在東京會館舉行頒獎典禮，得獎者可獲懷錶一只及一百萬日元獎金。
著名作家東野圭吾、司馬遼太郎、野坂昭如、宮部美幸、京極夏彥等皆是此獎得主。

## 受獎紀錄
| 排名 | 受獎者名 | 受獎時期                | 受獎時的年齢 |
| ---- | -------- | ----------------------- | ------------ |
| 1    | 堤千代   | 1940年上半期（第11回）  | 22歳10個月   |
| 2    | 朝井遼   | 2012年下半期（第148回） | 23歳07個月   |
| 3    | 平岩弓枝 | 1959年上半期（第41回）  | 27歳04個月   |
| 4    | 山田詠美 | 1987年上半期（第97回）  | 28歳05個月   |
| 5    | 三浦紫苑 | 2006年上半期（第135回） | 29歳09個月   |

| 排名 | 受獎者名 | 受獎時期                 | 受獎時的年齢 |
| ---- | -------- | ------------------------ | ------------ |
| 1    | 星川清司 | 1989年下半期（第102回）0 | 68歳02個月   |
| 2    | 青山文平 | 2015年下半期（第154回）0 | 67歳01個月   |
| 3    | 古川薰   | 1990年下半期（第104回）0 | 65歳07個月   |
| 4    | 黑川博行 | 2014年上半期（第151回）0 | 65歳04個月   |
| 5    | 佐藤得二 | 1963年上半期（第49回）0  | 64歳05個月   |

| 排名 | 受獎者名 | 受獎時期                 | 從出道作品起算               |
| ---- | -------- | ------------------------ | ---------------------------- |
| 1    | 中村正軌 | 1980年下半期（第84回）0  | 處女作《元首的謀反》         |
| 2    | 川越宗一 | 2019年下半期（第162回）0 | 第1作《熱源》                |
| 2    | 藤原伊織 | 1995年下半期（第114回）0 | 第1作《恐怖分子的洋傘》      |
| 4    | 多岐川恭 | 1958年下半期（第40回）0  | 第2作《墜落》                |
| 參   | 青島幸男 | 1981年上半期（第85回）0  | 初小說《人間萬事塞翁之丙午》 |

## 歷年得獎作品一覽

### 第1回～第10回
- 第1回（1935年上半期）—川口松太郎《鶴八鶴次郎》《風流深川唄》《明治一代女》
- 第2回（1935年下半期）—鷲尾雨工《吉野朝太平記》等
- 第3回（1936年上半期）—海音寺潮五郎《天正女合戰》《武道傳來記》
- 第4回（1936年下半期）—木木高太郎《人生的阿呆》
- 第5回（1937年上半期）—從缺
- 第6回（1937年下半期）—井伏鱒二《約翰萬次郎漂流記》等
- 第7回（1938年上半期）—橘外男
- 第8回（1938年下半期）—大池唯雄《兜首》《秋田口的兄弟》
- 第9回（1939年上半期）—從缺
- 第10回（1939年下半期）—從缺

### 第11回～第20回
- 第11回（1940年上半期）—堤千代《小指》等、河内仙介《軍事郵票》
- 第12回（1940年下半期）—村上元三《上總風土記》等
- 第13回（1941年上半期）—木村荘十《雲南守備兵》
- 第14回（1941年下半期）—從缺
- 第15回（1942年上半期）—從缺
- 第16回（1942年下半期）—田岡典夫《強情草莓》等、神崎武雄《寬容》等
- 第17回（1943年上半期）—無得獎者（雖然山本周五郎的《日本婦道記》獲選，卻被他婉拒）
- 第18回（1943年下半期）—森莊己池《山畠》
- 第19回（1944年上半期）—岡田誠三《紐幾內亞山岳戰》
- 第20回（1944年下半期）—從缺

### 第21回～第30回
- 第21回（1949年上半期）—富田常雄《面》《刺青》
- 第22回（1949年下半期）—山田克郎
- 第23回（1950年上半期）—今日出海《天皇的帽子》、小山伊藤子《執行猶予》
- 第24回（1950年下半期）—檀一雄《真説石川五右衛門》《長恨歌》
- 第25回（1951年上半期）—源氏雞太
- 第26回（1951年下半期）—久生十蘭《鈴木主水》、柴田鍊三郎
- 第27回（1952年上半期）—藤原審爾等
- 第28回（1952年下半期）—立野信之《叛亂》
- 第29回（1953年上半期）—從缺
- 第30回（1953年下半期）—從缺

### 第31回～第40回
- 第31回（1954年上半期）—有馬賴義《終身未決犯》
- 第32回（1954年下半期）—梅崎春生、戶川幸夫《高安犬物語》
- 第33回（1955年上半期）—從缺
- 第34回（1955年下半期）—邱永漢《香港》、新田次郎《強力伝》
- 第35回（1956年上半期）—南條範夫《燈台鬼》、今官一《壁之花》
- 第36回（1956年下半期）—今東光《吟公主》、穗積驚《勝烏》
- 第37回（1957年上半期）—江崎誠致
- 第38回（1957年下半期）—從缺
- 第39回（1958年上半期）—山崎豐子《花暖簾》、榛葉英治《紅雪》
- 第40回（1958年下半期）—城山三郎《總會屋錦城》、多岐川恭《墜落》

### 第41回～第50回
- 第41回（1959年上半期）—渡邊喜惠子《馬淵川》、平岩弓枝《鏨師》
- 第42回（1959年下半期）—司馬遼太郎《梟之城》、戶板康二《團十郎切腹事件》等
- 第43回（1960年上半期）—池波正太郎《錯亂》
- 第44回（1960年下半期）—寺內大吉、黑岩重吾
- 第45回（1961年上半期）—水上勉《雁之寺》
- 第46回（1961年下半期）—伊藤桂一《螢之河》
- 第47回（1962年上半期）—杉森久英
- 第48回（1962年下半期）—山口瞳《江分利滿的優雅生活》、杉本苑子《孤愁之岸》
- 第49回（1963年上半期）—佐藤得二
- 第50回（1963年下半期）—安藤鶴夫《巷談本牧亭》、和田芳惠《塵之中》

### 第51回～第60回
- 第51回（1964年上半期）—從缺
- 第52回（1964年下半期）—永井路子《炎環》、安西篤子《張少子的故事》
- 第53回（1965年上半期）—藤井重夫《虹》
- 第54回（1965年下半期）—新橋遊吉《八百長》、千葉治平《虜愁記》
- 第55回（1966年上半期）—立原正秋《白罌粟》
- 第56回（1966年下半期）—五木寬之《看，那灰色的馬》
- 第57回（1967年上半期）—生島治郎
- 第58回（1967年下半期）—野坂昭如《美國羊栖菜》《螢火蟲之墓》、三好徹《聖少女》
- 第59回（1968年上半期）—從缺
- 第60回（1968年下半期）—陳舜臣《青玉獅子香爐》、早乙女貢《僑人之檻》

### 第61回～第70回
- 第61回（1969年上半期）—佐藤愛子
- 第62回（1969年下半期）—從缺
- 第63回（1970年上半期）—結城昌治《飄舞的軍旗下》、渡邊淳一《光與影》
- 第64回（1970年下半期）—豐田穰《長良川》
- 第65回（1971年上半期）—從缺
- 第66回（1971年下半期）—從缺
- 第67回（1972年上半期）—綱淵謙錠《斬》、井上廈《手鎖心中》
- 第68回（1972年下半期）—從缺
- 第69回（1973年上半期）—長部日出雄、藤澤周平《暗殺的年輪》
- 第70回（1973年下半期）—從缺

### 第71回～第80回
- 第71回（1974年上半期）—藤本義一《鬼之詩》
- 第72回（1974年下半期）—半村良《避雨》、井出孫六
- 第73回（1975年上半期）—從缺
- 第74回（1975年下半期）—佐木隆三《復仇在我》
- 第75回（1976年上半期）—從缺
- 第76回（1976年下半期）—三好京三《子育てごっこ》
- 第77回（1977年上半期）—從缺
- 第78回（1977年下半期）—從缺
- 第79回（1978年上半期）—津本陽《深重之海》、色川武大《離婚》
- 第80回（1978年下半期）—宮尾登美子《一絃琴》、有明夏夫《大浪花諸人往來》

### 第81回～第90回
- 第81回（1979年上半期）—田中小實昌《浪曲師朝日丸的故事》、阿刀田高《拿破崙狂》
- 第82回（1979年下半期）—從缺
- 第83回（1980年上半期）—向田邦子《花的名字》《水獺》《狗屋》、志茂田景樹《黃牙》
- 第84回（1980年下半期）—中村正軌《元首的謀反》
- 第85回（1981年上半期）—青島幸男《人間萬事塞翁之丙午》
- 第86回（1981年下半期）—塚公平《蒲田進行曲》、光岡明《機雷》
- 第87回（1982年上半期）—深田祐介《炎熱商人》、村松友視《時代屋的女房》
- 第88回（1982年下半期）—從缺
- 第89回（1983年上半期）—胡桃澤耕史
- 第90回（1983年下半期）—神吉拓郎《私生活》、高橋治《秘伝》

### 第91回～第100回
- 第91回（1984年上半期）—連城三紀彥《情書》、難波利三
- 第92回（1984年下半期）—從缺
- 第93回（1985年上半期）—山口洋子《演歌之蟲》《老梅》
- 第94回（1985年下半期）—森田誠吾《魚河岸物語》、林真理子（日语：林真理子）《只要趕上末班機》《到京都》
- 第95回（1986年上半期）—皆川博子《恋紅》
- 第96回（1986年下半期）—逢坂剛《卡迪斯紅星》、常盤新平《遙遠的美國》
- 第97回（1987年上半期）—白石一郎《海狼伝》、山田詠美《戀人才聽得見的靈魂樂》
- 第98回（1987年下半期）—阿部牧郎
- 第99回（1988年上半期）—西木正明《凍眼》《端島之女》、景山民夫《從遙遠大海而來的COO》
- 第100回（1988年下半期）—杉本章子《東京新大橋雨中圖》、藤堂志津子《成熟的夏季》

### 第101回～第110回
- 第101回（1989年上半期）—禰寢正一《高圓寺純情商店街》、笹倉明
- 第102回（1989年下半期）—星川清司《小伝抄》、原尞《我殺了那個少女》
- 第103回（1990年上半期）—泡坂妻夫《蔭桔梗》
- 第104回（1990年下半期）—古川薰
- 第105回（1991年上半期）—宮城谷昌光《夏姬春秋》、芦原すなお《青春搖滾》
- 第106回（1991年下半期）—高橋義夫《狼奉行》、高橋克彦《緋紅的記憶》
- 第107回（1992年上半期）—伊集院靜
- 第108回（1992年下半期）—出久根達郎《佃島二人書房》
- 第109回（1993年上半期）—高村薰《馬克斯之山》、北原亞以子
- 第110回（1993年下半期）—佐藤雅美、大澤在昌《無間人形 新宿鮫IV》

### 第111回～第120回
- 第111回（1994年上半期）—中村彰彦、海老澤泰久《歸鄉》
- 第112回（1994年下半期）—從缺
- 第113回（1995年上半期）—赤瀬川隼《白球残映》
- 第114回（1995年下半期）—小池真理子《恋》、藤原伊織《恐怖份子的洋傘》
- 第115回（1996年上半期）—乃南朝《凍僵的獠牙》
- 第116回（1996年下半期）—坂東眞砂子《山妣》
- 第117回（1997年上半期）—篠田節子、浅田次郎《鐵道員》
- 第118回（1997年下半期）—從缺
- 第119回（1998年上半期）—車谷長吉《赤目四十八瀑布殉情未遂》
- 第120回（1998年下半期）—宮部美幸《理由》

### 第121回～第130回
- 第121回（1999年上半期）—佐藤賢一《王妃的離婚》、桐野夏生《柔嫩的臉頰》
- 第122回（1999年下半期）—中西禮《長崎漫步曲》
- 第123回（2000年上半期）—船戶與一《虹之谷的五月》、金城一紀《GO》
- 第124回（2000年下半期）—山本文緒《渦蟲》、重松清《維他命F》
- 第125回（2001年上半期）—藤田宜永《愛的領域》
- 第126回（2001年下半期）—山本一力《茜空》、唯川惠《間接戀人》
- 第127回（2002年上半期）—乙川優三郎
- 第128回（2002年下半期）—從缺
- 第129回（2003年上半期）—石田衣良《4TEEN十四歲》、村山由佳《星星之舟》
- 第130回（2003年下半期）—江國香織《準備好大哭一場》、京極夏彦《後巷說百物語》

### 第131回～第140回
- 第131回（2004年上半期）—奧田英朗《空中鞦韆》、熊谷達也《邂逅之森》
- 第132回（2004年下半期）—角田光代《對岸的她》
- 第133回（2005年上半期）—朱川湊人《花食》
- 第134回（2005年下半期）—東野圭吾《嫌疑犯X的獻身》
- 第135回（2006年上半期）—三浦紫苑《真幌站前多田便利屋》、森繪都《隨風飄舞的塑膠布》
- 第136回（2006年下半期）—從缺
- 第137回（2007年上半期）—松井今朝子《吉原手引草》
- 第138回（2007年下半期）—櫻庭一樹《我的男人》
- 第139回（2008年上半期）—井上荒野《切羽》
- 第140回（2008年下半期）—天童荒太《陌生的憑弔者》、山本兼一《利休之死》

### 第141回～第150回
- 第141回（2009年上半期）—北村薰《鷺與雪》
- 第142回（2009年下半期）—佐佐木讓《在廢墟中乞求》、白石一文《不可或缺的人》
- 第143回（2010年上半期）—中島京子《小小的家》
- 第144回（2010年下半期）—木内昇、道尾秀介《月亮與螃蟹》
- 第145回（2011年上半期）—池井戶潤《下町火箭》
- 第146回（2011年下半期）—葉室麟《蜩之記》
- 第147回（2012年上半期）—辻村深月《沒有鑰匙的夢》
- 第148回（2012年下半期）—朝井遼《何者》、安部龍太郎《等伯》
- 第149回（2013年上半期）—櫻木紫乃《皇家賓館》
- 第150回（2013年下半期）—朝井まかて《戀歌》、姫野嘉兵衛《昭和之犬》

### 第151回～第160回
- 第151回（2014年上半期）—黑川博行《破門》
- 第152回（2014年下半期）—西加奈子《莎拉巴！致失衡的歲月》
- 第153回（2015年上半期）—東山彰良《流》
- 第154回（2015年下半期）—青山文平
- 第155回（2016年上半期）—荻原浩《看得見海的理髪廳》
- 第156回（2016年下半期）—恩田陸《蜜蜂與遠雷》
- 第157回（2017年上半期）—佐藤正午《月之圓缺》
- 第158回（2017年下半期）—門井慶喜《銀河鐵道之父》
- 第159回（2018年上半期）—島本理生《初戀》
- 第160回（2018年下半期）—真藤順丈《寶島》

### 第161回～第170回
- 第161回（2019年上半期）—大島真壽美《渦 妹背山婦女庭訓 魂結》
- 第162回（2019年下半期）—川越宗一《熱源》
- 第163回（2020年上半期）—馳星周《少年與狗》
- 第164回（2020年下半期）—西條奈加《心淋し川》
- 第165回（2021年上半期）—佐藤究《特斯卡特利波卡》、澤田瞳子（日语：澤田瞳子）
- 第166回（2021年下半期）—今村翔吾《塞王之盾》、米澤穗信《黒牢城》
- 第167回（2022年上半期）—窪美澄
- 第168回（2022年下半期）—小川哲《地圖與鐵拳》、千早茜《白銀之葉》
- 第169回（2023年上半期）—垣根涼介《極楽征夷大将軍》、永井紗耶子《木挽町のあだ討ち》
- 第170回（2023年下半期）—河﨑秋子《ともぐい》、万城目学《八月的御所球場》

### 第171回～
- 第171回（2024年上半期）—一穂ミチ《ツミデミック》
- 第172回（2024年下半期）—伊与原新《藍を継ぐ海》
- 第173回（2025年上半期）—從缺

## 外部連結
- （日語）日本文學振興会 （页面存档备份，存于）
- （日語）文藝春秋 - 各獎介紹 - 直木獎
- （日語）直木獎的全部（非官方網站）
- （日語）直木三十五記念館